# ابوقبیس
أبو قُبَیس کوه مقدسی است که از طرف مشرق بر شهر مکه مشرف است. طبق روایات چون حجرالاسود در این کوه به امانت گذارده شده بود در دوره جاهلیت معروف به امین بود و روایت دیگری نیز می‌گوید که مغازه کنز که آدم و حوا در آن ساکن بودند و پس از وفات در آن دفن شدند در این کوه واقع شده‌است.
درباره معنای ابوقبیس و دلیل نام‌گذاری این کوه، نظرهایی اظهار شده که برخی از آن‌ها ریشه در باورهای عامیانه مردم حجاز دارد؛ برای مثال برخی نام ابوقبیس را برگرفته از قبس النار دانسته‌اند؛ زیرا بنابر برخی حکایت‌ها و اخبار، دو چوب آتش‌زنه (مرخ) از آسمان بر این کوه فرود آمد.